# استانیزول
استانیزول (به انگلیسی: Acetanisole) یک ترکیب شیمیایی با شناسه پاب‌کم ۷۴۷۶ است. شکل ظاهری این ترکیب، بلورهای زرد و سفید است.